# 皮埃尔菲特 (德塞夫勒省)
皮埃尔菲特（法語：Pierrefitte，法語發音：[pjɛʁfit] ⓘ）是法国德塞夫勒省的一个市镇，属于布雷叙尔区。

## 地理
皮埃尔菲特（46°52'8"N, 0°18'7"W）面积15.91 平方千米，位于法国新阿基坦大区德塞夫勒省，该省份为法国西部内陆省份，北起曼恩-卢瓦尔省，西接旺代省，南至夏朗德省和滨海夏朗德省，东临维埃纳省。
与皮埃尔菲特接壤的市镇（或旧市镇、城区）包括：费拉贝斯、热村、格莱奈、圣热姆、聖瓦朗。

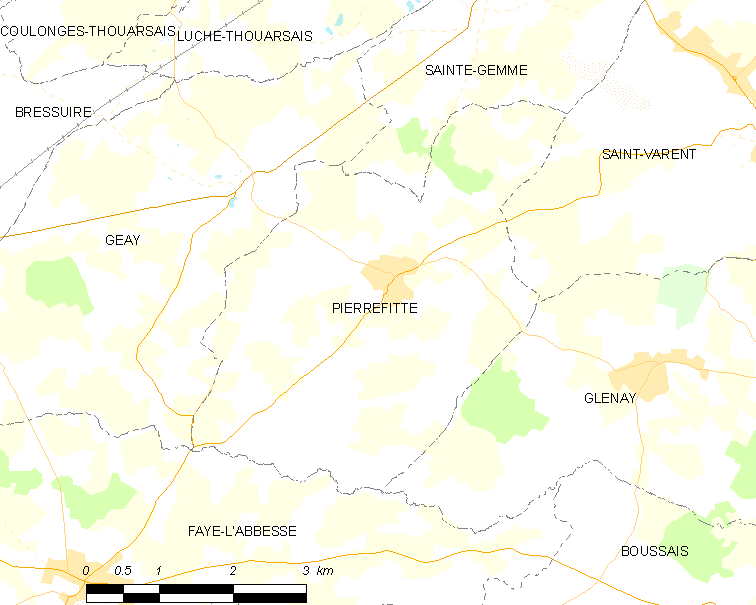
的OSM定位图

皮埃尔菲特的时区为UTC+01:00、UTC+02:00（夏令时）。

## 行政
皮埃尔菲特的邮政编码为79330，INSEE市镇编码为79209。

## 政治
皮埃尔菲特所属的省级选区为图埃河谷县。

## 人口

1962-2008年间人口变化图示

皮埃尔菲特于2022年1月1日时的人口数量为323人。